# Фигурное катание на зимних Олимпийских играх 1936 — парное катание
Соревнования по фигурному катанию в парном разряде на зимних Олимпийских играх 1936 прошли 13 февраля в Гармиш-Партенкирхене (Германия) на искусственном льду Олимпийского Конькобежного Центра.

## Медалисты
| Дисциплина     | Золото                                | Серебро                              | Бронза                                 |
| Парное катание | Германия · Макси Гербер · Эрнст Байер | Австрия · Ильзе Паузин · Эрик Паузин | Венгрия · Эмилия Роттер · Ласло Соллаш |

## Результаты
| Место | Имя                                        | Страна         | Сумма мест | Баллы |
| ----- | ------------------------------------------ | -------------- | ---------- | ----- |
| 1     | Макси Гербер / Эрнст Байер                 | Германия       | 11         | 11.5  |
| 2     | Ильзе Паузин / Эрик Паузин                 | Австрия        | 19.5       | 11.4  |
| 3     | Эмилия Роттер / Ласло Соллаш               | Венгрия        | 32.5       | 10.8  |
| 4     | Пирошка Секреньешши / Аттила Секреньешши   | Венгрия        | 38.5       | 10.6  |
| 5     | Мэрибел Винсон / Джордж Хилл               | США            | 46.5       | 10.4  |
| 6     | Луиза Бертрам / Стюарт Рибёрн              | Канада         | 68.5       | 9.8   |
| 7     | Вайолет Клифф / Лесли Клифф                | Великобритания | 56.5       | 10.1  |
| 8     | Ева Правиц / Отто Вайс                     | Германия       | 74.5       | 9.5   |
| 9     | Анна Катанео / Эрколе Катанео              | Италия         | 93         | 9.1   |
| 10    | Розмари Стюарт / Эрнест Йейтс              | Великобритания | 102.5      | 9.0   |
| 11    | Грэйс Мэдден / Лестер Мэдден               | США            | 95         | 9.1   |
| 12    | Андре Гарланд / Фрэзер Свитман             | Канада         | 105        | 8.7   |
| 13    | Ирина Тимциц / Альфред Айзенбайссер-Ферару | Румыния        | 102        | 9.0   |
| 14    | Элеонора Боймель / Фриц Вехтлер            | Австрия        | 113        | 8.8   |
| 15    | Ранди Бакке / Христиан Христенсен          | Норвегия       | 132.5      | 8.2   |
| 16    | Луиза Контамине / Роберт Вердун            | Бельгия        | 138.5      | 8.2   |
| 17    | Хильгарде Шварке / Эдуард Гецель           | Латвия         | 149        | 7.5   |
| 18    | Хелена Михельсон / Эдуард Хийоп            | Эстония        | 161        | 6.8   |

## Судейство
Главным арбитром соревнований в парном катание был Герман Вендт (Германия). Судьями на Олимпийском турнире были также:
- Оскар Кольдеруп (Норвегия)
- Арнольд Хубер (Швейцария)
- Ханс Грюнауэр (Австрия)
- Людвика Якобссон (Финляндия)
- Андре Поплимон (Бельгия)
- Енё Минних (Венгрия)
- Чарльз Ротт (США)
- Курт Даненберг (Германия)
- Аугуст Андерберг (Швеция).